# Walk (Livonie)
Pour les articles homonymes, voir Walk.

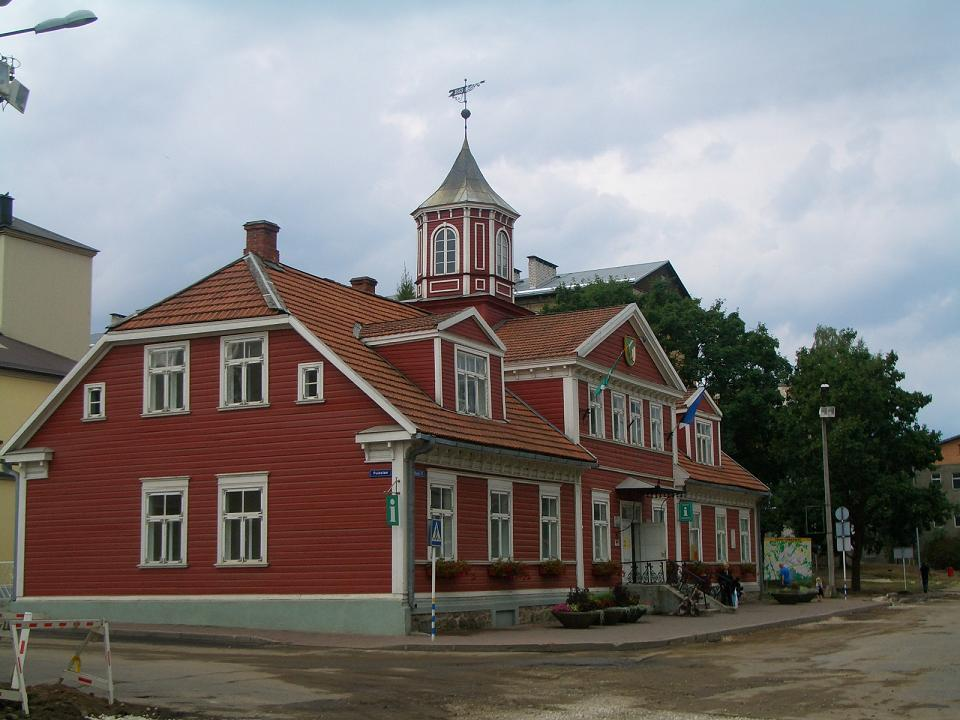

Walk est le nom historique d'une ville de Livonie usité officiellement jusqu'en 1919. Cette ville traversée aujourd'hui par la frontière entre la Lettonie et l'Estonie se nomme Valga du côté estonien et Valka du côté letton. Elle était le siège du Landtag (assemblée) de Livonie depuis 1419. C'est ici que fut signé l'acte de naissance de la confédération livonienne, le 4 décembre 1435.